# Очаково (компания)
Акционерное общество Московский пиво-безалкогольный комбинат «Очаково» — полностью российский производитель (без участия иностранного капитала) алкогольных и безалкогольных напитков, который также имеет винодельческий завод и собственные виноградарское хозяйство, сельскохозяйственные предприятия, солодовню, завод космической отрасли и санаторий. Один из лидеров квасного рынка (по итогам 2017 и 2018 годов).
Компания производит алкогольные и безалкогольные напитки и ингредиенты для их изготовления.

## История
18 декабря 1978 года в Москве был запущен Московский пиво-безалкогольный комбинат (АО МПБК «Очаково») необходимый для обеспечения участников и гостей Олимпиады-80 пивом и безалкогольными напитками.
Первыми выпускались пиво «Столичное» и «Жигулёвское». В 1979 году на комбинате было установлено оборудование для розлива безалкогольных напитков под собственными марками, а также для «Пепси» и «Фанты». Это был единственный в мире случай, когда один завод выпускал продукцию жёстко конкурирующих компаний.
В 1993 году комбинат стал акционерным обществом и был переименован в АО «Моспивкомбинат Лтд». Запущено производство флагманского пивного бренда — «Очаково».
В 1994 году выпущено первое пиво в пластиковых бутылках. С 1994 года в течение 5 лет проводилась модернизация производства: технологическое оборудование было заменено на новое, были открыты новые цеха по производству слабоалкогольных коктейлей и водки, полимерый цех и закуплены новые линии розлива.
В 1995 году завод произвёл первое в России пиво в алюминиевых банках.
В 1996 году АО «Моспивкомбинат Лтд» был преобразован в ЗАО МПБК «Очаково» (впоследствии АО МПБК «Очаково»). В этом же году в масштабах промышленного производства была воспроизведена технология двойного брожения кваса, а сам квас был разлит в бутылки. Это позволило увеличить срок хранения напитка до 20-30 суток.
В 1997 году «Очаково» впервые поставляет свою продукции на экспорт. Первым экспортным пивом стало «Столичное», компания заключила контракт на поставки в Малайзию. В этом же году появился первый слабоалкогольный коктейль «Джин-тоник».
1998 год ознаменован началом производства тёмного кваса «Очаковский», который позволил завоевать лидирующие позиции на квасном рынке.
В 1999 году компания «Очаково» стала основным акционером завода «Сатурн», который разрабатывает и производит солнечные и аккумуляторные батареи для космических аппаратов.
В 2000 году компания открыла первый филиал в Краснодаре и приобрела на Таманском полуострове совхоз «Победа», на базе которого в 2003 году планировалось открыть «Южную винную компанию», специализирующуюся на выпуске вин из собственного винограда.
В 2003 году «Очаково» ввело в эксплуатацию собственную солодовню в Липецкой области, которая полностью обеспечивает заводы компании солодом для производства пива, кваса и мультизлаковых напитков. Также начал работу второй филиал в городе Пенза. В этот же период благодаря выпуску напитка «Джин-тоник» компания стала лидером рынка слабоалкогольных напитков.
С 2005 года завод регулярно проводит экскурсии на производство. Посетителям предлагается ознакомиться с историей квасоварения и пивоварения, современным производством, а затем продегустировать напитки.
В 2006 году компания расширила сырьевую базу, приобретя сельхозпредприятие в Тамбовской области — ООО «Авдеевское». В этом же году на рынок вышел первый квас для детей «Квасёнок».
В 2007 году в Тюмени начал работать ещё один пиво-безалкогольный завод «Очаково», призванный обеспечить напитками компании Урал, Сибирь и Дальний Восток.
2009 год ознаменован открытием санатория «Горный» на известном с царских времен курорте Горячий Ключ. Также продолжилось дальнейшее расширение сырьевой базы, «Очаково» приобрело сельхозпредприятие ООО «Тамбовская нива», увеличив площадь своих полей на 5978 га.
В 2013 году технологи «Очаково» воссоздали рецептуру традиционного кислого белого кваса «Семейный секрет». В этот же период компания выпустила на рынок премиальных продукт советского времени — пиво «Столичное Двойное золотое». Позднее, в 2017 году, появилось легендарное тёмное пиво СССР — «Столичное Бархатное».
В 2015 году на московском заводе запущено производство соков и нектаров «ДжусТим», а также соковых смесей «Goodini». Продолжилось развитие производства собственного сырья, началась работа по производству специальных солодов на Липецкой солодовне. В этом же году началось развитие собственной сети фирменных магазинов.
В 2016 году компания вывела на рынок крепкое пиво «Ледокол» и лёгкий лагер «Халзан». В конце года запустила проект по выпуску крафтового пива «Лаборатория экспериментального пивоварения» на оборудованной минипивоварне, объём которой рассчитан на производство 150 литров крафтового пива за раз.
В 2019 компания открыла новый сегмент напитков ЗОЖ и вывела на рынок безалкогольный мультизлаковый напиток INICE без добавленного сахара, в состав которого входят: соки фруктов, овощей, экстракты трав, вода и пророщенные злаки (рожь, пшеница, ячмень, кукуруза, овёс). Появился первый в мире квас с тонизирующим эффектом «Очаковский Фитоэнерджи» с экстрактами природных энергетиков: женьшеня и гуараны. Содержание алкоголя в таком напитке 0 %.
В 2019 году компания «Очаково» с брендом безалкогольного пива «Халзан» стала спонсором Российской Премьер-Лиги сезона 19/20.
В 2022 году компания «Очаково», на фоне ухода компаний «Coca-Cola» и «PepsiCo» из России из-за вторжения России на Украину, выпустила газированные напитки «CoolCola» («напиток с культовым вкусом колы»), «Street» (напиток с натуральными соками лимона и лайма), «Fancy» («напиток с натуральным апельсиновым соком и узнаваемым вкусом фанты».

## Деятельность
По состоянию на 2019 год, АО МПБК «Очаково» включает в себя 10 предприятий:
- 4 пивоваренных завода в Москве, Краснодаре, Пензе и Тюмени;
- солодовня в Липецкой области;
- «Южная винная компания» в Краснодарском крае;
- виноградное хозяйство (или совхоз «Победа») на Таманском полуострове;
- сельскохозяйственные угодья в Тамбовской и Московской областях, на которых выращивается и перерабатывается сырье для производства;
- завод «Сатурн»;
- санаторий.

Компания производит пиво, квас, слабоалкогольные коктейли, лимонады и другие безалкогольные напитки, воды, вино и водку. Её мощности составляют 285 млн декалитров в год. «Очаково» владеет 19 000 га сельхозугодий, где выращивает зерновые для солода и виноград для напитков собственного производства.
Продукция «Очаково» поставляется в более чем 30 стран (США, Канаду, Китай, Германию, Грецию, Испанию, Вьетнам, Японию и другие).

## Профсоюз
В декабре 2009 года члены профсоюза «Очаково» отказались от вышестоящей организации — Профсоюза агропромышленного комплекса города Москвы и создали своё Межрегиональное объединение.
Межрегиональный профсоюз работников пиво-безалкогольного комбината «Очаково» был создан 15 февраля 2010 г. и в самом начале насчитывал около 600 человек. Теперь же профсоюз представляет интересы более 2 тысяч работников из филиалов и дочерних предприятий компании «Очаково». В профсоюзе состоят практически все топ-менеджеры компании «Очаково».

## Продукция
В 2023 году ассортимент напитков «Очаково» представлен следующими категориями:
- пиво
- квас
- лимонады
- питьевая вода
- мультизлаковые напитки
- соки и нектары
- слабоалкогольные напитки
- медовуха
- вино
- водка
- кола.